# Béni Mellal-Khénifra
Béni Mellal-Khénifra (in arabo: بني ملال خنيفرة, in berbero: ⵜⴰⴳⴻⵍⴷⵉⵜ ⵏ ⵍⵎⴻⵖⵔⵉⴱ) è una delle 12 regioni del Marocco in vigore dal 2015.
La regione comprende le prefetture e province di:
- provincia di Azilal
- provincia di Béni Mellal
- provincia di Fquih Ben Salah
- provincia di Khénifra
- provincia di Khouribga